# Depósito de Derby Etches
El Depósito de Derby Etches es una instalación de mantenimiento de material rodante y tracción ferroviaria (T&RSMD), operado por East Midlands Railway y situado en Derby, Inglaterra. Está ubicado al este de la estación de tren de Derby. Los trenes InterCity y DMU reciben servicio y mantenimiento aquí. El código de depósito es DY.

## Historia
En 2022, comenzaron las obras de mejora del depósito para dar cabida a los trenes Clase 810 entrantes.

## Asignación
Las existencias que se asignan y mantienen en Derby Etches Park son East Midlands Railway Clase 222, East Midlands Railway también estables Clase 170 y Clase 158 en Derby Etches Park, aunque se mantienen y asignan en el depósito de Nottingham Eastcroft. Hay una locomotora diésel de tipo 08 de British Rail en funcionamiento.
En 1987, la asignación de material rodante del depósito también incluía maniobras de Clase 08. En ese momento también se asignaron DMU de las clases 150, 151 y 154, y material de entrenamiento. También se llevó a cabo el mantenimiento del stock asignado a la sede del Centro Técnico Ferroviario.